# FLCL
FLCL (jap. フリクリ, Furikuri), mit dem englischen Nebentitel Fooly Cooly, ist eine OVA von Kazuya Tsurumaki, einem Mitarbeiter des Animationsstudios Gainax, das die Serie zusammen mit Production I.G auch animierte. Von Letzterem stammen auch zwei 2018 veröffentlichte Kinofilme.

## Handlung
Der Grundschüler Naota, der mit zwölf Jahren am Beginn der Pubertät steht, lebt in der japanischen Vorstadt Mabase. Er ist von der langweiligen Stadt und seinem eintönigen Leben angeödet.
Eines Tages begegnet er einer jungen Frau namens Haruko, die ihn mit ihrer Vespa überfährt und ihm auch noch – gleichsam als Entschuldigung – ihren Rickenbacker-Bass über den Schädel schlägt. Nach diesem Unfall verändert sich Naotas Leben rapide. Aus seinem Kopf wachsen Roboter und andere Dinge und Haruko zieht in das Haus ein, in dem Naota mit seinem lüsternen Vater und seinem Großvater lebt.
Haruko scheint Informationen über die Firma Medical Mechanica zu sammeln, die vor der Stadt ein bizarres Gebäude errichtet hat, das einem riesigen Bügeleisen gleicht. Sie nutzt das Portal, das sie mit dem Unfall in Naotas Kopf geöffnet hat, um ein Wesen namens Atomsk zu finden, das von Medical Mechanica gefangen gehalten wird.
Die junge Mamimi sucht häufig Naotas Nähe. Sie war die Freundin seines älteren Bruders, der als Baseballspieler vor einiger Zeit in die USA ging. Sie ignoriert alle Regeln, raucht in der Öffentlichkeit und sieht in Naota, dem ihre Anwesenheit oft unangenehm ist, eine Art Ersatz für seinen Bruder.
Die Charaktere wirken spleenig und leicht überspannt. Sie neigen zu außergewöhnlichen Gefühlsausbrüchen und überzogenen Handlungen. Mamimi ist von der Vergangenheit besessen, Harukos Gemütslage wechselt in kürzesten Abständen. Naota ist der am wenigsten unbeständige Charakter, findet sich aber ungewollt immer im Zentrum der Aufmerksamkeiten wieder.

## Stil
FLCL gilt als Anime mit seltsamen und eigenartigen Erzählstrukturen und einer Mischung ungewöhnlicher Zeichenstile. Wegen der Vielfalt der aus verschiedenen Genres aufgegriffenen Elemente ist es nicht möglich, FLCL eindeutig einem einzigen Genre zuzuordnen. Vielmehr werden Science-Fiction-Szenen von Fantasy- oder Komödieninhalten abgelöst, dramatische Elemente wechseln sich mit derbem Humor. In einigen Szenen wird auf andere Anime, z. B. Neon Genesis Evangelion (auch von GAINAX) oder Hamtaro verwiesen, indem Szenen oder Requisiten aufgegriffen werden. Während vordergründig Hektik und Aktionismus vorherrschen, entwickelt sich die Geschichte selbst sehr langsam.
FLCL fällt auch durch einen Zeichenstil auf, der eine Vermischung zwischen vielen bisher verwendeten Stilen darstellt, darunter finden sich Legetrick-Verfahren, kratzige Zeichentechniken aus amerikanischen Serien wie King of the Hill, aber auch typische Mangazeichenstile.

## Veröffentlichungen

### OVA
Die OVA erschien 2000 mit sechs Episoden in Japan, 2003 erschien eine Version mit englischen Untertiteln. FLCL erschien 2006 auf Deutsch, auf 3 DVDs mit jeweils 2 Folgen, bei SPV Vision.
Die Serie ist auch wegen ihres Soundtracks von Shinkichi Mitsumune und der Rockband The Pillows ein begehrter Fan-Artikel, wobei letzterer Popularität mit der Veröffentlichung des Soundtracks wuchs und dadurch auch außerhalb Japans bekannt wurde.

### Light Novel
Der Drehbuchautor der OVA Yōji Enokido adaptierte das Werk auch als Light Novel, die zwischen dem 1. Juni 2000 und 1. März 2001 in drei Bänden bei Kadokawa Shotens Light-Novel-Imprint Kadokawa Sneaker Bunko erschien.

### Manga
Hajime Ueda zeichnete zu dem Werk einen Manga der im Magazin Gekkan Magazine Z erschien. Die Kapitel wurden auch in zwei Sammelbänden zusammengefasst die 2000 bzw. 2001 erschienen, mit Neuauflagen 2007 und 2012.
Eine deutsche Übersetzung wurde 2003 beim Carlsen Verlag verlegt.

### Kinofilme
Bei Production I.G entstanden unter der Regie von Katsuyuki Motohiro die beiden Kinofilme FLCL Alterna (フリクリ オルタナ Furikuri Orutana, auch: FLCL Alternative) und FLCL Progre (フリクリ プログレ Furikuri Purogure, auch: FLCL Progressive). Ersterer kam am 7. September 2018 in die japanischen Kinos, zweiterer am 28. September 2018. Die Drehbücher stammen von Hideto Iwai.
Die Filmmusik wurde von R.O.N komponiert, wobei The Pillows die Titellieder beisteuerten: Star overhead bzw. Spiky Seeds.

### Synchronsprecher
Die Deutsche Synchronisation entstand bei Synchron 80.
| Rolle             | Japanische Stimme (Seiyū) | Deutsche Stimme   |
| ----------------- | ------------------------- | ----------------- |
| Haruko Haruhara   | Mayumi Shintani           | Shandra Schadt    |
| Mamimi Samejima   | Izumi Kasagi              | Beate Pfeiffer    |
| Naota Nandaba     | Jun Mizuki                | Ben Münchow       |
| Eri Ninamori      | Mika Itō                  | Sonja Reichelt    |
| Takkun            | Jun Mizuki                | Claudia Schmidt   |
| Amarao            | Kōji Ōkura                | Oliver Mink       |
| Kitsurabami       | Chiemi Chiba              | Eva Maria Höcherl |
| Kamon Nandaba     | Suzuki Matsuo             | Gerhard Acktun    |
| Miyu Miyu         | Hideaki Anno              | Torsten Münchow   |
| Gaku Manabe       | Akira Miyajima            | Clemens Ostermann |
| Masashi Masamune  | Kazuto Suzuki             | Daniel Krause     |
| Shigekuni Nandaba | Hiroshi Ito               | Michael Habeck    |

## Erfolge
Bei den erstmals durchgeführten American Anime Awards 2007 erhielt FLCL den Titel für die beste Kurzserie (engl. Best Short Series) und setzte sich dabei gegen Elfen Lied, Hellsing Ultimate, Gravitation und Ranma 1/2 (OVA) durch. Außerdem siegte sie in der Kategorie bester Comedy-Anime (engl. Best Anime Comedy).